# Onciale 079
L'Onciale 079 (numerazione Gregory-Aland; "ε 16" nella numerazione Soden), è un codice manoscritto onciale del Nuovo Testamento, in lingua greca, datato paleograficamente al VI secolo.
Si tratta di un palinsesto.

## Descrizione
Il codice è composto da 2 spessi fogli di pergamena di 310 per 250 mm, contenenti brani il testo del Luca. Il testo è scritto in due colonne per pagina e 23 linee per colonna.

### Critica testuale
Il testo del codice è rappresentativo del tipo testuale misto. Kurt Aland lo ha collocato nella Categoria III.

## Storia
Il codice è conservato alla Biblioteca nazionale russa (Gr. 13, fol. 8–10) a San Pietroburgo.